# Know the Ledge
"Know the Ledge" – originalmente na trilha sonora do filme Juice como "Juice (Know the Ledge)" – é um canção de 1992 da dupla americana de hip hop Eric B. & Rakim. A canção tema do filme, também lançada no álbum da dupla de 1992 Don't Sweat the Technique, contém samples do sucesso de Nat Adderley de 1968 "Rise, Sally, Rise".
"Know the Ledge" demonstra a habilidade de Rakim em contar estórias, compartilhando uma narrativa em primeira pessoa de um bandido da vizinhança e traficante de drogas forçado a enfrentar seu estilo de vida violento e imprudente.
O rapper 50 Cent contou à NME que a canção foi uma das que o fez querer ser um rapper: "Eles estavam pintando um quadro do South Jamaica no Queens onde eu vivia e tudo que você precisava fazer para viver naquelas ruas. Era a lei da selva por lá."